# Saint-Laurent-de-Cerdans
Saint-Laurent-de-Cerdans en francés, en catalán Sant Llorenç de Cerdans, es una comuna francesa situada en el departamento de Pirineos Orientales y la región de Languedoc-Rosellón, en la comarca del Vallespir. 
Sus habitantes reciben el gentilicio de Laurentins en idioma francés, o los gentilicios de Llorencí o Santllorencí en catalán.

## Geografía
Es un pequeño pueblo del Valle Verde situado en pleno corazón del Vallespir. Se sitúa a 1 hora de carretera de todos los grandes centros de interés del departamento y también se encuentra cerca de España (4 km). Su pasado industrial le ha dado su aspecto actual y su rica historia obrera.
La comuna de Saint-Laurent-de-Cerdans limita con Coustouges, Serralongue, Le Tech, Montferrer, Arles-sur-Tech y Massanet de Cabrenys (España).

## Historia
El lugar llamado "Cerdans" no aparece hasta 1168 en la expresión "Lo Mas de Cerdans". En efecto, Saint-Laurent-de-Cerdans no era entonces más que una masía dotada de una iglesia, la iglesia de San Lorenzo, de ahí el nombre. Desde entonces el pueblo propiamente parroquial fue siempre un anexo de Santa María de Coustouges, que dependía desde 1011 de la abadía de Arlés.
Villa perteneciente a España, en 1659 mediante el Tratado de los Pirineos, pasa a Francia. Durante la guerra del Rosellón fue ocupada por las tropas españolas entre abril de 1793 y el 26 de mayo de 1794.

## Demografía
| 1920 | 1992 | 1807 | 1607 | 1489 | 1218 |
| Para los censos de 1962 a 1999 la población legal corresponde a la población sin duplicidades (Fuente: INSEE [Consultar]) |      |      |      |      |      |